# Keeley Hazell
Keeley Rebecca Hazell (Londra, 18 settembre 1986) è una modella e attrice inglese, lanciata dal quotidiano popolare The Sun come ragazza della Pagina 3, che ospita ogni giorno la foto di una ragazza in topless.

## Biografia
Keeley Hazell è nata il 18 settembre 1986 a Lewisham, Londra, in Inghilterra ed è cresciuta a Grove Park. Ha frequentato la Ravensbourne's School a Bromley. Svogliata nello studio, spesso saltava le lezioni e faceva tardi la sera. Confessa di aver passato solo 5 esami GCSE, lo stretto necessario per essere promossa. Andava però bene in matematica e in inglese, nonostante soffrisse di dislessia. Lascia la scuola a 16 anni. Sua madre Amber, cameriera in una mensa scolastica, e suo padre Roy, montatore di finestre, si sono separati quando lei aveva tredici anni; ha due sorelle, la maggiore Roxanne e la minore Georgia.
A partire da novembre 2006, Hazell vive in un appartamento nei Docklands di Londra. In quell'anno occupa le prime pagine dei giornali londinesi per il suo flirt con un calciatore del Chelsea, Joe Cole. Nel gennaio aveva fatto notizia un episodio in cui pare che proprio Joe Cole venne picchiato ad una festa tenuta in casa sua a Grove Park. Hazell ha comunque negato alla rivista The Sun del mese di marzo del 2006, le voci che circolavano sul presunto incidente.
Nell'estate del 2006 ha posato per un calco di gesso ricoperto di bronzo del suo busto (precisamente del suo seno), che è stato esposto in alcune mostre organizzate nel Regno Unito.
Sempre nel 2006, l'edizione britannica della rivista Maxim l'ha inserita nel famoso servizio "Silicone Free Zone", ovvero le più belle 10 modelle di Gran Bretagna senza correzioni del chirurgo plastico.
Il suo seno è stato inserito nella Top10, stilata dalla sito Mr. Skin, dei topless più belli mai visti sul grande schermo, posizionandosi al 9º posto. Hazell è stata inserita nella classifica per il suo topless al supermercato nel film Cashback (2006).
Secondo Celebrity NetWorth il suo patrimonio netto è di circa 5 milioni di dollari.

### L'impegno ambientale
Keeley Hazell è stata salutata dal partito conservatore nel dicembre 2006 come un eroe "ambientale" per le sue campagne promosse tramite il The Sun, in cui dava consigli ambientali come tenere le luci spente durante il giorno. È stata chiamata a fianco di personalità del calibro di David Attenborough, il Principe Carlo e Arnold Schwarzenegger nel Tories List. Keeley Hazell ha aderito a molte campagne in difesa dell'ambiente per sensibilizzare la gente sui temi di inquinamento e surriscaldamento globale, tanto che nel 2007 è stata riconosciuta da David Cameron, famoso politico inglese, un'icona ambientalista.

### Beneficenza
Hazell ha sostenuto una grande campagna di sensibilizzazione a favore della prevenzione contro i rischi del cancro al seno per il Breakthrough Breast Cancer. La campagna denominata TALK TLC mirava a promuovere il messaggio del Breakthrough su come curare la salute del seno e in merito alla necessità di essere a conoscenza dei segni e dei sintomi del cancro al seno. Keeley Hazell ha inoltre firmato per prendere parte alla Breakthrough Generation Studios, uno studio condotto su circa 100.000 donne superiori a 40 anni.
Keeley Hazell è apparsa anche nei manifesti pubblicitari per la PETA, fotografata da Dean Freeman, con un messaggio che diceva: “Be comfortable in your own skin, don't wear fur” ovvero: “Sii a tuo agio con la tua sola pelle. Non indossare pellicce”. Per l'occasione ha dichiarato: "Una volta che si impara come il commercio di pellicce tratta gli animali, è impossibile pensare di indossare pellicce come indumenti sexy o glamour. Credo che uccidere animali per vanità è sbagliato."

## Carriera

### Modella
A 16 anni, Keeley Hazell lascia la scuola per lavorare come parrucchiera. I suoi colleghi di lavoro, notando la sua prorompente avvenenza e la sua raffinata bellezza, la convincono a tentare la fortuna nel mondo della moda. A 17 anni, ha partecipato al concorso "The Daily Star's - Search for a Beach Babe", concorso che ha vinto. Troppo giovane per apparire sulla celeberrima Page 3 ("Pagina 3"), andò a studiare moda allo Lewisham College. Qualche anno più tardi, comunque, un suo amico la convince a partecipare al The Sun Page 3 Idol, sicuro che Keeley Hazell possa sbaragliare la concorrenza. Nonostante qualche incertezza iniziale, Keeley presenta alcune foto. Come pronosticato Hazell vince la selezione. Il Sun la sceglie come ragazza della "terza pagina" nel dicembre 2004. Ha vinto 10 000 £, un anno di contratto in esclusiva con il Sun, come modella glamour, per essere fotografata con "vestiti sexy" e "un anno di appartenenza al cinema Rex e il bar".
Sempre nel 2004 lo scultore inglese di sculture erotiche femminili, Leigh Heppell, realizza 3 sculture del corpo di Keeley Hazell, due di queste sculture sono presenti negli uffici del tabloid britannico The Sun e una è stata regalata alla stessa Hazell.
Keeley Hazell è inoltre diventava una presenza fissa nella rivista Zoo, con cui ha realizzato diversi servizi fotografici e video, e continua ad apparire in The Sun, almeno una volta ogni due settimane. È stata sulla copertina del Sun del 2006 e nel calendario 2007 della Page 3, e in altri calendari da parete. L'edizione 2007 vende 30 000 copie nei primi giorni di diffusione al pubblico. È stata una presenza fissa nella rivista FHM.
Nel 2008, viene contattata dall'agente di modelle Ginny Mettrick, col quale fonda un'agenzia di modelle, la Muse Management.
Ha realizzato sette calendari sexy tra il 2006 e il 2010, tutti per la casa editrice inglese Pyramid con la collaborazione del fotografo britannico Alan Strutt:
Ha preso parte a diversi servizi sia per tabloid e riviste sia come protagonista di programmi dedicati a lei:
(Lista parziale)
- "All hail Keeley" per Zoo (2005)
- "Welcome to Keeley World" per Zoo (2005)
- "Top girl" per FHM (2005)
- "Keeley Got Me Going" per 3zine (2005)
- "Topless Special: Keeley" per Zoo (2006)
- "Alternative Icons of the Year" per Arena (2007)

## Filmografia

### Attrice
Keeley Hazell ha preso parte a diversi film e cortometraggi come attrice. Nel 2009, secondo il numero di agosto di Loaded, Peta Todd afferma che Keeley è decisa a perseguire la carriera di attrice.
Ecco la filmografia completa dei film dove ha preso parte come attrice:
- Cashback (2006) (con il nome Keeley Hazel) nella parte di "Frozen Girl in Sainsbury's"
- BBC present: Page Three Teens (2008) (TV) (con il nome Keeley Hazel) nella parte di "Se stessa"
- Venus & the Sun (2010) nella parte di "Keeley"
- Keeping Keeley (2010) nella parte di "Se stessa"
- Like Crazy (2011) nella parte di "Sabrina"
- Queen of Hearts (2011) nella parte di "Amy"
- How to Stop Being a Loser (2011) nella parte di "Kirsty"
- St George's Day (2012) (post-produzione) nella parte di "Peckham Princess"
- Awful Nice (2012) (post-produzione) nella parte di "Petra"
- Whispers (2012) (post-produzione) nella parte di "Catherine Caldwell"
- Come ammazzare il capo 2 (Horrible Bosses 2), regia di Sean Anders (2014)

### Conduttrice
Nel 2007 e nel 2008, coadiuvata dall'esperto IT Gary Schwartz, ha presentato e co-condotto Byte Me TV, un programma online che ha provato a spiegare la tecnologia in maniera chiara, semplice e facile da capire.

### Altre apparizioni nei media
Keeley Hazell è stata testimonial della Formula Sony Computer Entertainment Europe's One 06, videogioco per PlayStation 2, PlayStation Portable, e F1 CE per PlayStation 3. Attualmente è il volto di MotorStorm: Pacific Rift per PlayStation 3.
Ha rifiutato un'offerta di Playboy, non trovandosi a suo agio a posare completamente nuda.
Si è cimentata anche come cantante, lanciando il singolo Voyeur.
Nel luglio 2007, Keeley Hazell è la madrina della première britannica del film d'animazione The Simpsons Movie al "The O2" di Londra e per l'occasione viene creato un personaggio "simpsoniano" che ha le sembianze fisiche della Hazell, anche se il personaggio non è mai comparso nel serie.
Nel novembre dello stesso anno, lancia The Simpsons Game, prodotto dalla EA Games, al London Festival Games tenutosi a Trafalgar Square (Londra).
Nel gennaio 2010, la nota casa produttrice francese di deodoranti e profumi Axe (conosciuta nel Regno Unito col nome di Lynx), per celebrare il lancio della nuova fragranza ha scelto la modella inglese come testimonial.
A gennaio 2011 Hazell ha iniziato un blog online chiamato www.keeleyscorner.blogspot.com ("L'angolo di Keeley").
Nell'estate 2012 la casa produttrice di occhiali da sole e da vista SHAUNS Shades la sceglie come testimonial per la collezione "Summer" e gira un spot televisivo.
Nel 2013 appare nel videoclip del singolo di Phillip Phillips, Gone, Gone, Gone.

## Riconoscimenti
1. Vincitrice del The Sun's Page 3 Idol 2004
2. 17º posto in Loaded 's 100 Peachiest Celebrity Chests 2005
3. 1º posto in Le 10 modelle più sexy per Zoo
4. 1º posto in I 100 corpi più sexy del 2005 per Zoo
5. 2º posto in The Sun, Pagina 3: Ragazza più amata di tutti i tempi
6. Votata Miglior Ragazza della 3ª Pagina nel FHM Bloke Awards 2006
7. 1º posto in 100 Corpi più sexy del 2006 per Zoo
8. 1º posto in Miglior corpo di una celebrità del 2006
9. 19º posto in Le 99 donne più desiderabili del 2007 per AskMen.com
10. 4º posto in Le 99 donne più desiderabili per Askmen.com, edizione 2009
11. 9º posto in Le 50 donne più elette per del 2007 per FHM
12. 2º posto in Le 100 donne più sexy del mondo del 2007 per FHM
13. 3º posto in Le 100 donne più sexy del mondo del 2008 per FHM
14. 5º posto in Le 100 donne più sexy del mondo nel 2009 per FHM
15. 5º posto in Le 100 donne più sexy del mondo nel 2010 per FHM
16. 8º posto in Le 100 donne più sexy del mondo nel 2012 per FHM
17. 3º posto in Le 50 ragazze più sexy del mondo del calcio per Coed Magazine Online
18. 2º posto in IGN Babe Election 2008
19. 1º posto in Footballguys.com *** UFFICIALE Babe Bracket '08 ***
20. 3º posto in KJR-AM's Bigger Dance Bracket, eliminata in Championship da Megan Fox
21. 2º posto in Footballguys.com *** UFFICIALE Babe Bracket '09 ***
22. 9º posto in "Miglior Topless mai visto sul Grande Schermo"
23. 1º posto in "Babe100 Chart of the Year"
24. 1º posto in "The Sun Online's Reality Babe Cup"
25. Inserita nella Top 10 "Silicone Free Zone" (Le 10 Modelle non rifatte più belle d'Inghilterra)
26. 46º posto in "Guysm100" (Le donne più popolari di Internet secondo "Guysm.com")